# Tour de Pologne 1954
Tour de Pologne 1954 – 11. edycja wyścigu kolarskiego Tour de Pologne odbyła się w dniach 30 sierpnia – 12 września 1954. Rywalizację rozpoczęło 80 kolarzy, a ukończyło 47. Łączna długość wyścigu – 1925 km.
Pierwsze miejsce w klasyfikacji generalnej zajął Marian Więckowski (CWKS I), drugie Stanisław Bugalski (CWKS I), a trzecie Adam Wiśniewski (CWKS I).
Sędzią głównym był Stanisław Cieślak.

## Etapy
| Etap      | Data        | Start – meta            | Długość (km) | Zwycięzca etapu        | Lider             |
| I etap    | 30 sierpnia | Warszawa – Kielce       | 167          | Adam Wiśniewski        | Adam Wiśniewski   |
| II etap   | 31 sierpnia | Kielce – Kraków         | 122          | Adam Wiśniewski        | Adam Wiśniewski   |
| III etap  | 1 września  | Kraków – Zakopane       | 102          | Józef Czarnecki        | Adam Wiśniewski   |
| IV etap   | 3 września  | Poronin – Bielsko-Biała | 111          | Marian Więckowski      | Marian Więckowski |
| V etap    | 4 września  | Bielsko-Biała – Opole   | 152          | Adam Wiśniewski        | Marian Więckowski |
| VI etap   | 5 września  | Opole – Jelenia Góra    | 206          | Jerzy Jarząbek         | Marian Więckowski |
| VII etap  | 6 września  | Jelenia Góra – Żary     | 127          | Adam Wiśniewski        | Marian Więckowski |
| VIII etap | 7 września  | Żary – Poznań           | 200          | Edward Próba           | Marian Więckowski |
| IX etap   | 9 września  | Poznań – Bydgoszcz      | 140          | Stanisław Bugalski     | Marian Więckowski |
| X etap    | 10 września | Bydgoszcz – Gdańsk      | 175          | Józef Woźniak          | Marian Więckowski |
| XI etap   | 11 września | Gdańsk – Olsztyn        | 210          | Wacław Wójcik          | Marian Więckowski |
| XII etap  | 12 września | Olsztyn – Warszawa      | 213          | Aleksander Królikowski | Marian Więckowski |

## Końcowa klasyfikacja generalna

### Klasyfikacja indywidualna
| Poz. | Zawodnik               | Kraj   | Zespół     | Czas (średnia km/h)       |
| ---- | ---------------------- | ------ | ---------- | ------------------------- |
| 1.   | Marian Więckowski      | Polska | CWKS I     | 53h 29' 47" (35,983 km/h) |
| 2.   | Stanisław Bugalski     | Polska | CWKS I     | +00' 19"                  |
| 3.   | Adam Wiśniewski        | Polska | CWKS I     | +09' 30"                  |
| 4.   | Wacław Wójcik          | Polska | CWKS I     | +19' 31"                  |
| 5.   | Grzegorz Chwiendacz    | Polska | Górnik     | +25' 04"                  |
| 6.   | Dominik Jurek          | Polska | CWKS II    | +26' 42"                  |
| 7.   | Aleksander Królikowski | Polska | Start      | +31' 28"                  |
| 8.   | Wacław Wrzesiński      | Polska | Kolejarz   | +41' 55"                  |
| 9.   | Jerzy Jarząbek         | Polska | Gwardia II | +44' 24"                  |
| 10.  | Tadeusz Zdunek         | Polska | Start      | +52' 18"                  |

### Klasyfikacja drużynowa
| 1. | CWKS I    | 160h 30' 28" |
| 2. | Gwardia I | +2h 03' 48"  |
| 3. | Kolejarz  | +2h 24' 45"  |
| 4. | Górnik    | +2h 29' 06"  |
| 5. | Unia      | +3h 23' 10"  |